# Океаны (фильм)
«Океаны» (фр. Océans) — документальный фильм Жака Перрена.
Съёмки фильма велись по всему миру. Картина от создателя «Птиц» и «Микрокосмоса».
Бюджет фильма — более 50 млн евро (более 70 млн долларов США), в съёмках участвовало 15 кинооператоров, которые отсняли более 500 часов плёнки. На подготовку съёмок ушло более двух лет, и ещё 3,5 года — на сами съёмки.
На Кубе произведение было признано лучшим фильмом года, а сам Ф. Кастро назвал его "лучшим фильмом нашего времени". Кастро также высказывался о фильме: "Он поражает своей точностью и красотой кадров... Человечество должно быть благодарно за то, что ему показали, как человек нарушает законы природы. Актеры там не люди, а обитатели мирового океана. Они заслуживают «Оскара»!"

## Награды
- 2010 — Премия «Сезар» за лучший документальный фильм[3].
- 2010 — Премия Международной ассоциации музыкальных кинокритиков[англ.] в номинации «Лучшая оригинальная музыка для документального фильма» (Брюно Куле)[4].

## Публикации
- «Океаны» — документальный блокбастер. А. Медведев Архивная копия от 26 июня 2010 на Wayback Machine
- Документальный фильм Жака Перрена стал лидером проката США по наработке на копию. Arthouse.ru
- Фильм «Океан» (Oceans) режиссёра Жака Перрена
- Жак Клузо — человек-амфибия, Петр Лезников (интервью с режиссёром) Архивная копия от 8 января 2011 на Wayback Machine
- Фильм «Океаны»: революция в технике съемок Архивная копия от 22 марта 2010 на Wayback Machine